# クルチ・アリ
クルチ・アリ・パシャ(Kılıç Ali Paşa)(1519年 – 1587年6月21日) は、オッキアーリ(Occhiali)、ウルグ・アリ・レイース (トルコ語: Uluç Ali) 、ウルグ・アリ・パシャとも呼ばれる人物で、バルバリア海賊のひとりである。後にオスマン帝国海軍の将 (レイース)、オスマン領アルジェリアのベイレルベイ、最終的に16世紀オスマン帝国海軍におけるカプタン・パシャ（大提督）となった。
Giovanni Dionigi Galeniとして生まれた彼は、地中海盆地一帯のキリスト教諸国においては幾つかの別名で知られており、文学作品の中でも様々な名前で登場する。ミゲル・デ・セルバンテスの『ドン・キホーテ・デ・ラ・マンチャ(Don Quixote de la Mancha)』第39章では、Uchaliと呼ばれている。単にアリ・パシャとのみ呼称される事もある。John Wolfはその著作The Barbary Coastにおいて、彼をEuldj Aliとしている。

## 前半生

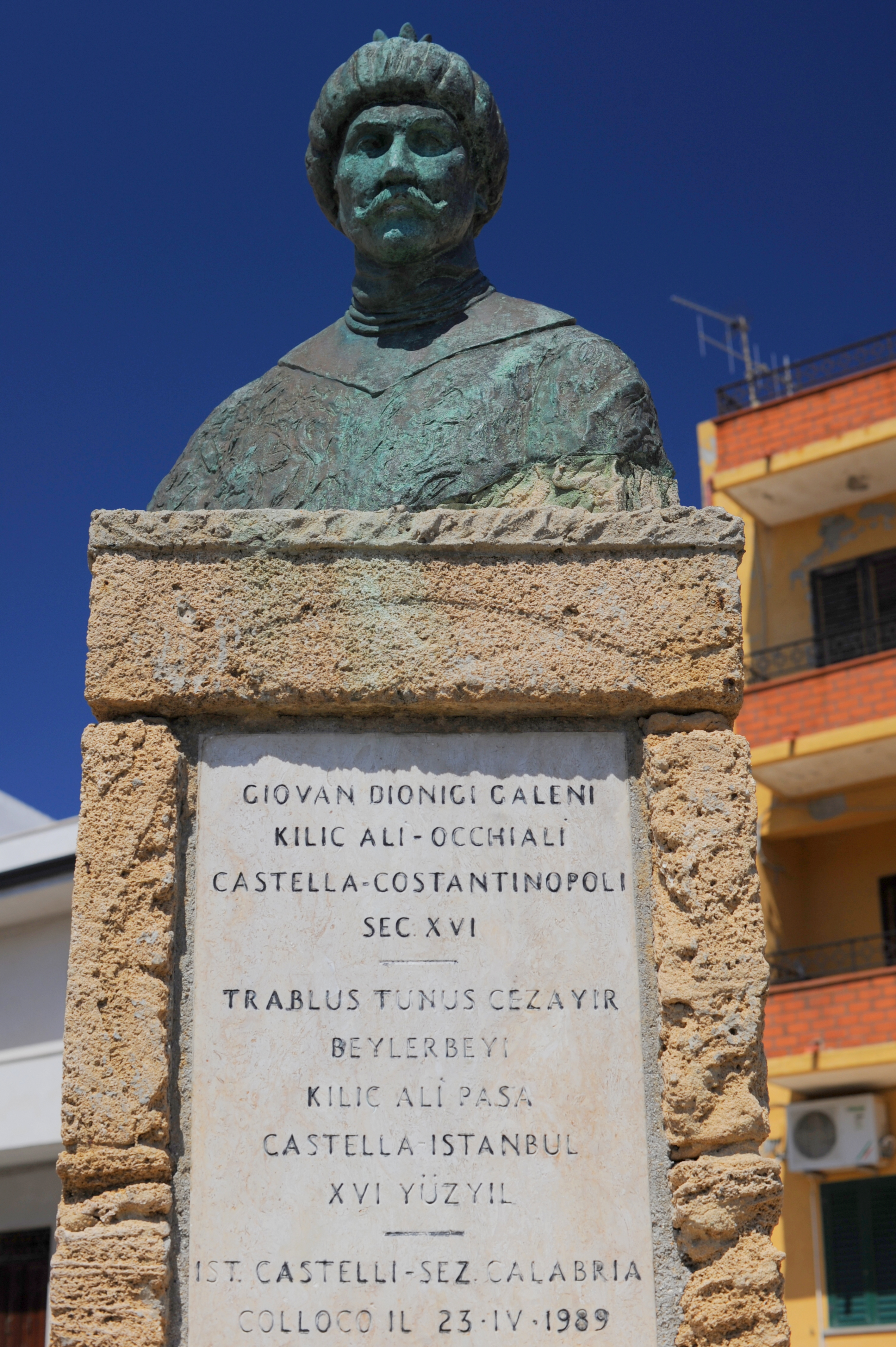
クルチ・アリ・パシャの像。彼の故郷であるイタリアのLe Castella所在。

クルチ・アリ・パシャは水夫Birno Galeniとその妻Pippa de Ciccoの子として、南イタリアのカラブリア州Le Castellaの村 (現在の イーゾラ・ディ・カーポ・リッツート近郊)に生まれた。父親は彼を神学の道へ進ませようと考えていたが、1536年4月29日、彼はバルバロス・ハイレッディン麾下の私掠船船長であるAli Ahmedによって捕縛され、ガレー船奴隷として強制使役された。彼はオスマン艦隊ガレー船の一漕手として1538年のプレヴェザの海戦に参加することとなった。数年ののち彼はイスラームに改宗し、1541年にはチュルガット・レイース艦隊の私掠船員となった。こういった例は珍しくなく、ムスリムの海賊（私掠船員）には捕縛され奴隷となったのちにイスラームへ改宗した者も多かった。
彼は優秀な航海士としてすぐに頭角を現し、アルジェから出航するブリガンティン海賊船の共有権を手に入れるに十分な戦利品を獲得した。その後も成功を重ねた彼は程なくガレー船の船長兼所有者となり、バルバリア海岸でとりわけ勇敢なるレイースのひとりだという名声を得た。 クルチ・アリ・パシャは当初、地中海世界で最も名高い海賊のひとりにしてオスマン海軍提督・トリポリのベイレルベイであるチュルガット・レイース艦隊の一員であった。 彼はチュルガット・レイース麾下で航海する中、その艦隊とたびたび共闘していたもうひとりのオスマン海軍提督、ピヤル・パシャからも多大な影響を受けることとなる。1550年、彼はその戦功により、エーゲ海サモス島の支配権を与えられた。1560年には、チュルガット・レイースとピヤル・パシャの軍の一員としてジェルバ島の戦いに参戦している。1565年、彼はアレクサンドリアのベイレルベイ (総督) に昇格した。同年、オスマンのエジプト艦隊を率いてマルタ包囲戦に参加するが、この戦闘においてチュルガット・レイースが戦死した。その後任として、ピヤル・パシャはクルチ・アリ・パシャをトリポリのベイレルベイに指名した。 彼はチュルガット・レイースの遺骸をトリポリへ輸送したが、これは埋葬のためだけでなく、一帯の支配権を掌握するため、またトリポリの パシャとしての地位を時のスルタン・スレイマン1世に追認させるためでもあった。その後数年間、彼はシチリア・カラブリア州・ナポリ沿岸での多数の襲撃戦を指揮した。

## アルジェ総督時代

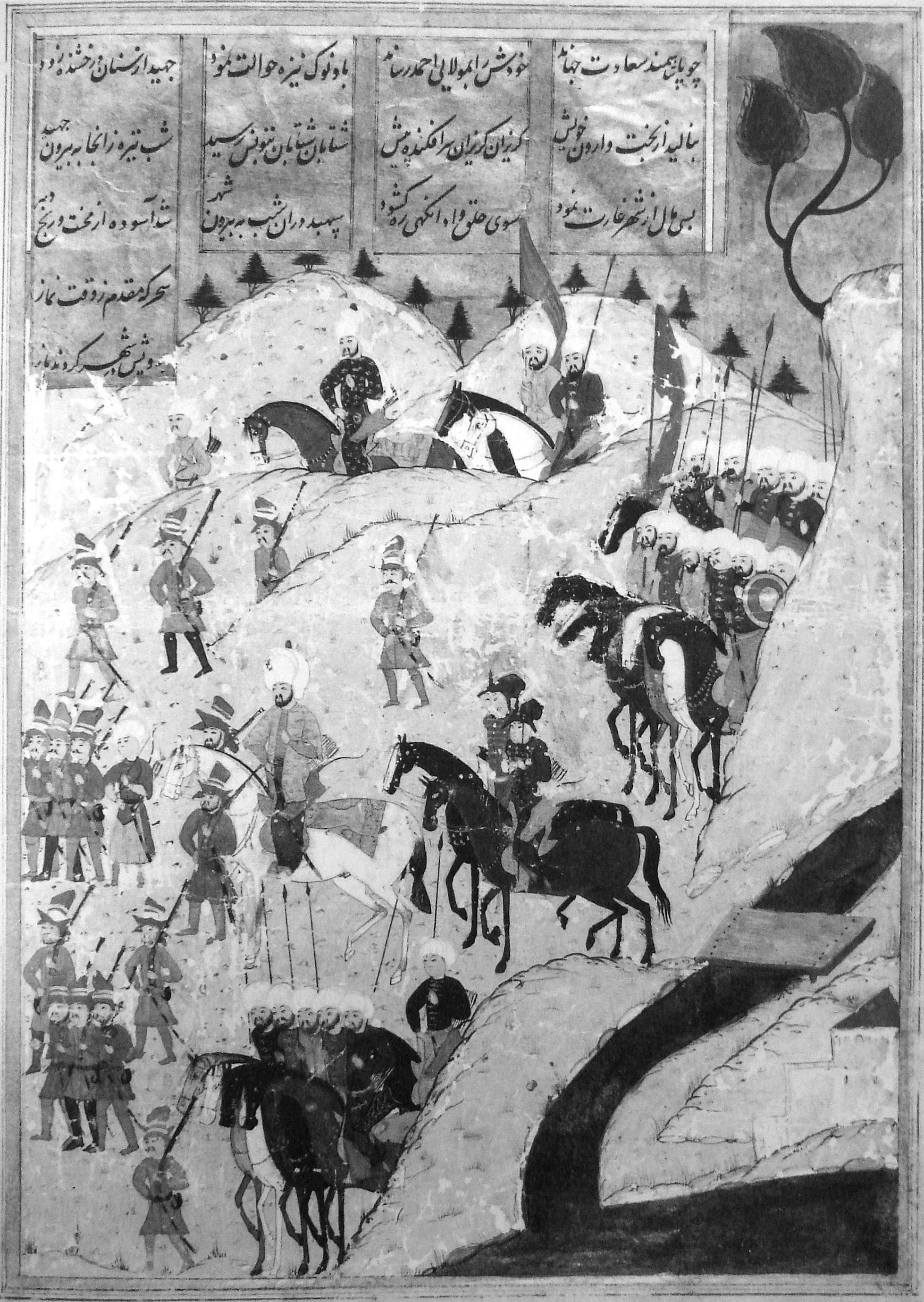
1569年、アルジェ総督のクルチ・アリ・パシャに率いられたオスマン帝国軍(約5,000人のイェニチェリ)が、チュニスを行軍している

1568年3月、アルジェ副王が空位となった。ピヤル・パシャの推薦を承けて、時のスルタン・セリム2世はクルチ・アリ・パシャをアルジェのパシャ兼ベイレルベイとして指名した。アルジェのベイレルベイは当時徐々に自主性を強めつつあった北アフリカのオスマン領主(イヤーレット) の中でもとりわけ強大な力があり、スルタンによって指名された私掠船提督がその地位を占めていた。1569年8月、彼はスペインにより復位されていたハフス朝チュニスのスルタン・アフマド3世を襲撃した。約5000の兵を率いて陸路を進軍し、スルタンとその軍を即時に逃走させたのち、彼は自らチュニスの支配者の地位に就いた。アフマド3世はチュニス領の外、ラ・グレットのスペイン軍城砦に逃げ込んだ。
1570年7月、クルチ・アリ・パシャは「北アフリカのスペイン勢力を駆逐するため更なる人員と船が必要である」というスルタンの意向を承けてイスタンブールへ向かう途上、騎士団ガレー船船長Francisco de Sant Clement率いるマルタ騎士団のガレー船5隻と遭遇し、シチリアのパッセロ岬付近でこのうちの4隻を拿捕した。 (Sant Clementは逃走したが、マルタ島へ戻った事を非難され、絞殺されたのち遺骸は袋詰めにされて港から投棄された。)この勝利によってクルチ・アリ・パシャは心変わりを起こし、祝勝のためとしてアルジェに戻った。そして1571年初め、彼は給金遅滞を不満として発生したイェニチェリの叛乱に直面する。彼は手当たり次第に人を襲い金を奪っている叛乱兵達を打ち棄てて、海上へ出る事を決意した。以前よりペロポネソス半島・ コロニにオスマンの大艦隊が存在することを知っていた彼は、その戦列に加わった。 これはメジンザード・アリ・パシャ率いる艦隊で、数ヶ月後にはレパントで壊滅的被害を受けることとなる。

## レパントの海戦
1571年8月7日、レパントの海戦において、クルチ・アリ・パシャはメジンザード・アリ・パシャ艦隊の左翼を率いた。彼は乱戦の最中も自隊をひとかたまりに留め、対峙した敵指揮官ジャナンドレア・ドーリアの裏をかいてマルタ騎士団艦隊の旗艦を拿捕し、その将帥旗を奪取した。オスマン側の敗色濃厚となると、彼は自船を離脱させ、オスマン艦隊の残存船(40隻ほどのガレー船とフスタ船)らを集めてイスタンブールへ向かった。到着時には87隻があったとされる。 
彼はマルタ騎士団の将帥旗をセリム2世へ献上し、これによりKılıç ("剣")の称号を与えられた。そして1571年8月29日、彼はカプタン・パシャ (大提督)・「多島海のイヤーレット(Eyālet-i Cezāyir-i Baḥr-i Sefīd)」(エーゲ海一帯のベイレルベイ)に指名された。この時から彼はKılıç Ali Pashaの名で知られるようになる。

## カプタン・パシャ時代(1572年– 1587年)

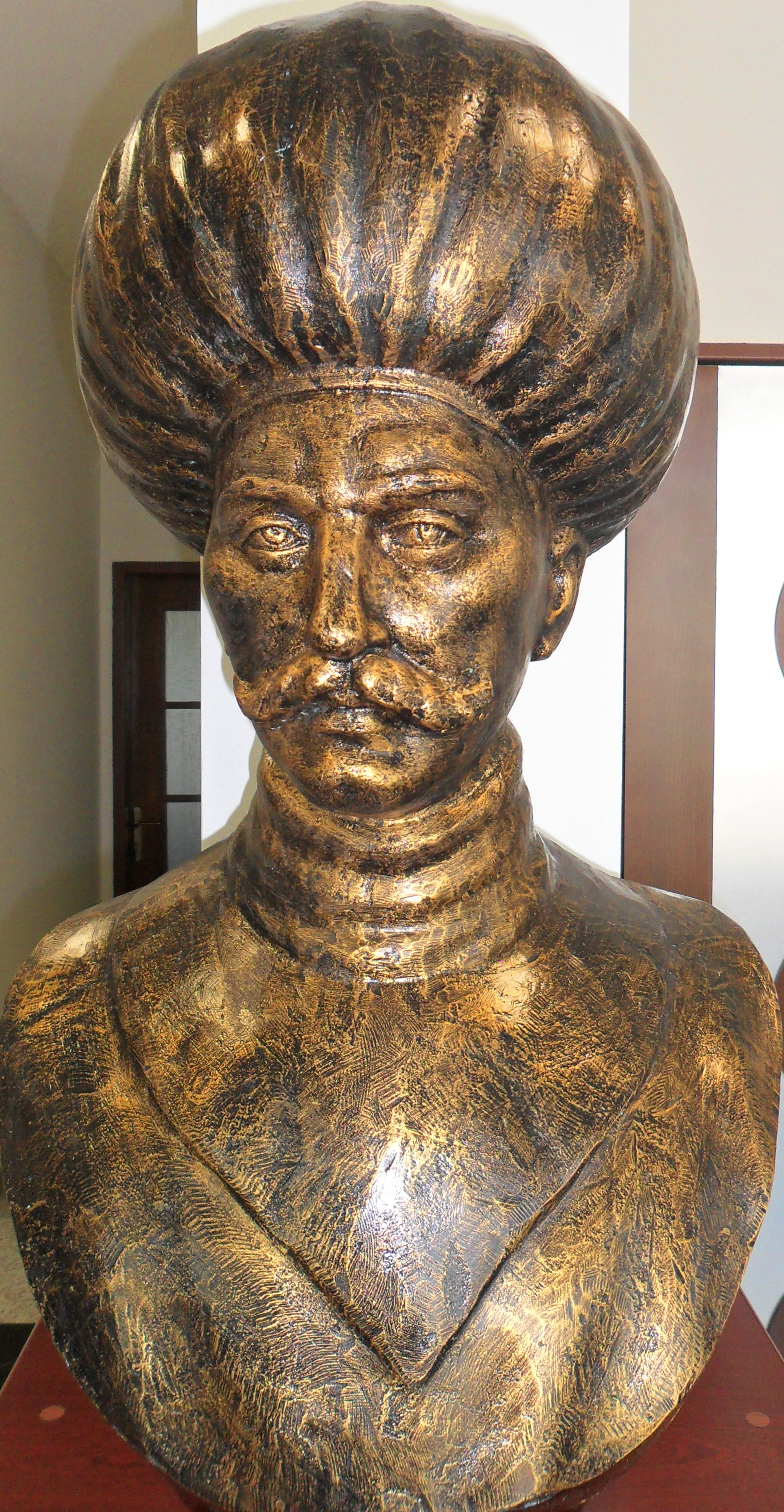
メルスィン海事博物館所蔵のクルチ・アリ・パシャの胸像

当時の大宰相ソコルル・メフメト・パシャは、生き残ったクルチらを抜擢して半年で大艦隊を再建させる。その命を受けたピヤル・パシャとクルチ・アリ・パシャは、直ちにオスマン海軍の再建を開始した。クルチ・アリ・パシャが特に重視したのは、ヴェネチアのガレアス船よりも重装型の船の建造数を増やすこと、ガレー船の砲兵をより重装にすること、そして乗船員に銃火器を装備させることであった。1572年6月、カプタン・パシャとして、彼は250隻のガレー船と無数の小型船を伴い、レパントの海戦の報復のため出港した。彼はペロポネソス半島の入り江に停泊しているキリスト教勢力の艦隊を発見したが、この艦隊は罠に掛かって包囲される事態を警戒していたため、敵を誘い出し波状攻撃によって打撃を与えるという彼の戦略は十分な成果を挙げられなかった。
1573年、クルチ・アリ・パシャはイタリア沿岸への行軍を指揮した。この時期の数年間で、アルジェの支配権はハフス朝のムハンマド4世に移っており、レパント海戦の勝者であるドン・フアン・デ・アウストリアによってチュニスがスペイン側へ奪還されていた。1574年7月、クルチ・アリ・パシャは250隻のガレー船とシャガラザード・ユスフ・シナン・パシャ率いる大軍勢を伴いチュニスへ進攻 、1574年8月25日にラ・グレットの軍港を制圧、同年9月13日にはチュニス市街を占拠した。この遠征の最中、1574年7月26日には、クルチ・アリ・パシャの軍勢はモロッコの海岸線沿い、スペイン本土のアンダルシア州を臨む地にオスマン軍の要塞を築いた。
彼は1576年にはカラブリア州を奇襲し、また1578年にはアルジェでムハンマド4世を暗殺したイェニチェリの暴動を鎮圧した。1584年には、クリミア半島への海上遠征を指揮した。1585年には、アレクサンドリアを拠点とするオスマンエジプト艦隊がシリア・レバノンで叛乱を起こしたが、これも鎮圧した。
クルチ・アリ・パシャは1587年6月21日、イスタンブールで没した。遺骸はクルチ・アリ・パシャモスクに埋葬された(1580年)。これはオスマン帝国最盛期を代表する建築家、ミマール・スィナンの設計によるものである。

## 遺産
- クルチ・アリ・パシャ・ジャーミィ（英語版）
イスタンブール所在。クルチ・アリ・パシャモスク(1580年建造)や浴場(1583年建造)等からなる建造物群。
- トルコ海軍のいくつかの軍艦・潜水艦は彼の名をとって名付けられた。
クルチ級高速戦闘艇（英語版）
オルチ・レイース級潜水艦（英語版）
- 出生地であるイタリア・カラブリア州Le Castellaの中央広場には、彼の像が建てられている。

## 関連記事
- オスマン帝国海軍